# (6242) 1990 OJ2
(6242) 1990 OJ2 es un asteroide perteneciente al cinturón de asteroides, región del sistema solar que se encuentra entre las órbitas de Marte y Júpiter, descubierto el 29 de julio de 1990 por Henry E. Holt desde el Observatorio del Monte Palomar, Estados Unidos.

## Designación y nombre
Designado provisionalmente como 1990 OJ2. 

## Características orbitales
1990 OJ2 está situado a una distancia media del Sol de 2,255 ua, pudiendo alejarse hasta 2,582 ua y acercarse hasta 1,929 ua. Su excentricidad es 0,144 y la inclinación orbital 4,482 grados. Emplea 1237,62 días en completar una órbita alrededor del Sol.

## Características físicas
La magnitud absoluta de 1990 OJ2 es 13,8. Tiene 3,785 km de diámetro y su albedo se estima en 0,296. 